# Candice Glover
Candice Rickelle Glover (Beaufort, 22 de novembro de 1989) é uma cantora, compositora e atriz norte-americana. Em 2013, conquistou a fama após ser escolhida como a vencedora do American Idol. Seu primeiro disco, Music Speaks (2014), alcançou a décima quarta posição na Billboard 200; comercializando, desde então, cerca de 65 mil unidades nos Estados Unidos.